# Beaumettes
Beaumettes is een gemeente in het Franse departement Vaucluse (regio Provence-Alpes-Côte d'Azur) en telt 193 inwoners (2005). De plaats maakt deel uit van het arrondissement Apt.

## Geografie
De oppervlakte van Beaumettes bedraagt 2,6 km², de bevolkingsdichtheid is 74,2 inwoners per km².
De onderstaande kaart toont de ligging van Beaumettes met de belangrijkste infrastructuur en aangrenzende gemeenten.

## Demografie
Onderstaande figuur toont het verloop van het inwonertal (bron: INSEE-tellingen).